# Jens Renner
Jens Renner (* 1951) ist ein deutscher Journalist und Buchautor.
Der Diplom-Pädagoge Renner gehörte bis 2020 der Redaktion der Monatszeitung analyse & kritik an, für die er auch nach seinem Ausscheiden journalistisch tätig ist. Er war seit 1991 Redakteur der ak. Außerdem schreibt Renner regelmäßig für den Freitag und die WOZ. Sein thematischer Schwerpunkt liegt auf Italien, und hier insbesondere auf der historischen wie tagesaktuellen Entwicklung der politischen Linken sowie der politischen Rechten. Zu beiden Bereichen hat er seit den 1990er Jahren auch mehrere Bücher veröffentlicht. Ferner schreibt er häufig Buchbesprechungen.

## Veröffentlichungen
- Rückkehr zur europäischen Normalität. Die Linke in Italien, Pahl-Rugenstein, Bonn 1992, ISBN 978-3-89144-160-2.
- Der Fall Berlusconi. Rechte Politik und Mediendiktatur, Göttingen 1992, ISBN 978-3-89533-116-9.
- 1968, Rotbuch-Verlag, Hamburg 2001, ISBN 978-3-434-53527-0.
- Der neue Marsch auf Rom. Berlusconi und seine Vorläufer, Rotbuch-Verlag, Zürich 2002, ISBN 978-3-85869-240-5.
- Neuer Faschismus? Der Aufstieg der Rechten in Italien, Bertz + Fischer, Berlin 2020, ISBN 978-3-86505-761-7.
- Die Linke in Italien. Eine Einführung, Mandelbaum, Wien/Berlin 2021, ISBN 978-3-85476-905-7.